# قائمة الأجناس البكتيرية التي سميت نسبة لشخصيات أسطورية
تمت تسمية عدة أنواع من البكتيرية نسبة إلى شخصيات أسطورية يونانو-رومانية. النظام المستخدم بالنسبة لقائمة الأجناس البكتيرية التي سميت نسبة إلى أسماء شخصيات لا ينطبق هنا، بالرغم من أنه يتم تأنيث بعض الأسماء إما عن طريق تغيير النهاية إلى a (ة أو ية) أو إلى الصغير ella (ايلا) اعتمادا على الاسم.

## قائمة المصطلحات
| المصطلح الإنجليزي                           | التسمية الأصلية | الشخصية الأسطورية المنسوبة | المصطلح العربي | ملاحظات              | إقتراحات                       |
| ------------------------------------------- | --------------- | --- | -------------- | -------------------- | ------------------------------ |
| Acidianus                                   |                 | Janus (يانوس إله في الأساطير الرومانية ذو وجهين.)                                                                                    | يانوسية        | إجتهاد               | ينوسيلا, ينوسيلة, ينوسية       |
| Amphritea                                   | Αμφιτρίτη       | Amphitrite (أمفيتريت إلهة البحر وزوجة بوسيدون في الأساطير اليونانية وواحدة من بنات نيريوس ودوريس الـ 50.                             | أمفيترية       | إجتهاد               | مفتريتيلا, مفتريتيلة, مفتريتية |
| Breoghania                                  |                 | Breogán (بريوغان أول ملك أسطوري كلتي ل غالايسيا في الميثولوجيا الكلتية.                                                              | بريوغانة       | إجتهاد               | بريوغنيلا, بريوغنيلة, بريوغنية |
| Chimaereicella                              | Χίμαιρα         | Chimaera (خيمر هو وحش أسطوري يوناني، مخلوق أنثوي ينفث النار. يتكون من ثلاث حيوانات، أسد وثعبان وعنزة.)                               | خيمرايلا       | إجتهاد               | كيمريلا, كيمريلة, كيمرية       |
| Cronobacter                                 | Κρόνος          | Cronos (كرونوس في الأساطير اليونانية-الرومانية هو زعيم تيتان، الذي أكل كل واحد من أبنائهم بمجرد ولادته ومنهم زيوس.                   | كرونوسية       | إجتهاد               | كرونويلا, كرونويلة, كرونوية    |
| Demetria                                    | Δήμητρα         | Demeter (ديميتر آلهة الحصاد اليونانية)                                                                                               | ديميترية       | إجتهاد               | دمتريلا, دمتريلة, دمترية       |
| Ekhidna                                     | Ἔχιδνα          | Echidna (إيكيدنا امرأة/ثعبان غروية مخلوقة بحر في الأساطير اليونانية.)                                                                | إيكيدنا        | إجتهاد               | اشدنيلا, اشدنيلة, اشدنية       |
| Eudoraea                                    | Εὐδώρα          | Eudora (واحدة من القلائص -Hyades - في الأساطير اليونانية)                                                                            | أودوراية       | إجتهاد               | اودوريلا, اودوريلة, اودورية    |
| Haliea                                      | Ἁλίη            | Halie (حورية بحر وواحدة أيضا من بنات نيريوس ودوريس الـ 50.                                                                           | هايلية         | إجتهاد               | هالييلا, هالييلة, هاليية       |
| Hellea                                      | Ἕλλη            | Helle (إلهة البحر اليونانية.) | هيلية          | إجتهاد               | هيلليلا, هيلليلة, هيللية       |
| Melitea                                     | Μελίτη          | Melite (ميليت واحدة من عرائس النهر، ابنة إله النهر بوسيدون وواحدة من العديد من حبيبات زيوس ابنه [و[هيراكليس]]. كان ابنها يسمى هيلاس. | ميليتية        | إجتهاد               | ميليتيلا, ميليتيلة, ميليتية    |
| Neptuniibacter و Neptunomonas               |                 | Neptunius (نبتونيوس هو اله البحر لدى الرومان أي ما يعادل بوسيدون عند اليونان.)                                                       | نبتونية        | إجتهاد               | نبتونيلا, نبتونيلة, نبتونية    |
| Nereida                                     |                 | Nereid (نيريد هي حورية بحر بنت نيريوس.)                                                                                              | نيريدية        | إجتهاد               | نيريديلا, نيريديلة, نيريدية    |
| Nisaea                                      | Νικαία          | Nicaea (نكايا: حورية بحر وابنة إله النهر)                                                                                            |                |                      | نيساييلا, نيساييلة, نيسايية    |
| Opitutus                                    |                 | Ops (آلهة رومانية للأرض والحصاد) |                |                      | ابوسيلا, ابوسيلة, ابوسية       |
| Pandoraea                                   | Πανδώρα         | Pandora (باندورا هي أول امرأة يونانية وجدت على الأرض طبقا للعقيدة اليونانية. خلقت بأمر من زيوس)                                      | باندوراية      | إجتهاد               | بندوريلا, بندوريلة, بندورية    |
| Persephonella                               |                 | Persephone (برسفون هي ابنة ديميتر ربة الأراضى المنزرعة من زيوس.)                                                                     | برسفونيلا      | إجتهاد               | برسفونيلا, برسفونيلة, برسفونية |
| Pilimelia                                   | Μελίαι          | Meliae (كانت حوريات شجرة الرماد، كانت ميليا واحدة منهم. ابنة اوسيانوس وحبيبة لشقيقه اناشوس اله النهر.)                               | بيليميليا      | إجتهاد (كتبت كما هي) | بلميليلا, بلميليلة, بلميلية    |
| Proteus وThermoproteus                      | Πρωτεύς         | Proteus (بروتيوس: اله بحر قديم قادر على تغيير نفسه إلى أشكال مختلفة.)                                                                | بروتيوسة       | إجتهاد               | بروتسيلا, بروتسيلة, بروتسية    |
| Telluria                                    |                 | Tellus (تيلوس هو آلهة رومانية لشخصنة الأرض.)                                                                                         | تيلوسية        | إجتهاد               | تيلوسيلا, تيلوسيلة, تيلوسية    |
| Vampirovibrio                               |                 | vampire (مصاص دماء: كائنات أسطورية يعيشون عن طريق التغذية على جوهر الحياة من المخلوقات الأخرى.)                                      |                |                      | فامبيريلا, فامبيريلة, فامبيرية |
| Vulcanibacillus Vulcanisaeta Vulcanithermus |                 | Vulcan (فولكانوس اله النار الروماني.)                                                                                                | فولكانية       | إجتهاد               | فولكانيلا, فولكانيلة, فولكانية |